# Кальтензундхайм
Кальтензундхайм (нем. Kaltensundheim) — община в Германии, в земле Тюрингия.
Входит в состав района Шмалькальден-Майнинген. Подчиняется управлению Хоэ Рён. Население составляет 795 чел. (на 31 декабря 2017 года.). Плотность населения Кальтензундхайма составляет 68,1 /км². Занимает площадь 11,78 км². Высота над уровнем моря достигает 460 м. Часовой пояс Кальтензундхайм — UTC +1:00 (Europe/Berlin), Летнее время UTC +2:00, Зимнее время UTC +1:00.

## История
Первое упоминание о селе датируется 23 декабря 795 года, в средние века оно называлось «Калдин Сундхейм». Романская церковь-крепость была построена в 1495 году на самом высоком месте в деревне.
Кальтензундхайм находился в приграничном регионе Восточной Франконии, который находился под военным управлением маркграфа, замок которого, вероятно, находился выше Нейдхартсхаузена . Административный центр Цента находился в Кальтензундхайме. В Графы Nithardishusen, вероятно, были связаны с семьёй Хеннебергов, который унаследовал имущество после того, как они умерли в 13 — м веке.
В XIV веке графы Хеннеберги разделились на несколько боковых линий, и граф Бертольд фон Хеннеберг-Шлейзинген приобрёл Цент Кальтенсундхайм вместе с Райхенхаузеном, Эрбенхаузеном, Обервейдом и Унтервайдом, Кальтенвестхаймом и Кальтеннордхаймом от своих кузенов. Ссорный граф Генрих XI правил между 1445 и 1475 годами. (VIII.) Фон Хеннеберг-Шлейзинген (* 1422; † 1475) (беспокойный) через офис Кальтеннордхейма, которому также принадлежало это место. Его правление было отмечено многочисленными распрями и конфликтами с соседними правителями.
Со смертью графа Эрнста фон Хеннеберга в 1583 году некогда могущественный графский дом Хеннеберг вымер, и договор о наследовании регулировал правопреемство отдельных частей страны. Цент Кальтенсундхайм перешел к герцогству Саксонии (1547—1572) (Эрнестер). Новые правители отменили существующие Центры в 1601 году и инициировали создание местного суда в соседнем Кальтеннордхайме. В 1615 г. для Кальтеннордхайма от Кальтеннордхайма был отделен особый офис. Места, оставшиеся около Кальтензундхайма, теперь образовали район судов, который назывался " тыловым двором Лихтенберга ". Населенные пункты: Кальтензундхайм, Вольмутхаузен, Гертхаузен, Шафхаузен, а также 2 поместья Обер и Унтервеймаршмиде и ферма Герут принадлежали одному и тому же. С 1660 года место принадлежало Саксен-Веймару . Он приехал в Заксен-Айзенах в 1672 году и в Заксен-Веймар-Айзенах в 1741 году . В 1816 году задний двор с Кальтеннордхаймом был снова отведен судебным управлением Остхейма (Лихтенберг) и передан в управление юстиции Кальтеннордхайма.
В 1920 году Кальтензундхайм перешел в штат Тюрингия, а затем в ГДР . В этом селе было недалеко от внутренней немецкой границы .
1 января 2019 года Кальтеннордхейм был включен в состав города Кальтеннордхейм.